# Simboli sulle monete dell'Impero romano
Di norma le monete imperiali romane recano nel dritto l'effigie dell'imperatore e al rovescio le sue imprese, le varie divinità venerate dai cittadini e sudditi dell'Impero, e le personificazioni allegoriche di costumi credenze e attributi associati ai vari imperatori considerati spesso veri e propri dei viventi. I materiali più diffusi per la coniazione di monete durante l'età imperiale furono: il bronzo, il rame, l'argento e l'oro. In misura più stretta l'oricalco e leghe tra rame e bronzo, mentre a partire dal III secolo si diffusero in larga misura delle leghe d'argento.

## Simboli personificati
Qui in seguito si elencano una serie di personificazioni monetali usate principalmente dalla zecca della città di Roma (si ricordi che la parte occidentale dell'impero usufruiva del latino per quasi tutte le legende monetali) a partire dal principato di Ottaviano fino all'incirca al III secolo d.C. (non mancano alcune eccezioni).
- Abundantia: abbondanza. Figura femminile che regge cornucopia e spighe di grano o è in atto a svuotare la prima.
- Aequitas: equità, condotta leale. Figura femminile con bascula, cornucopia o scettro.
- Aeternitas: eternità, stabilità. Figura femminile che regge una sfera, una torcia, la fenice e uno scettro, oppure regge le teste del sole e della luna.
- Annona: raccolto del grano. Figura femminile che regge spighe di grano e cornucopia, di solito con una polena e un modio accanto.
- Bonvs Eventvs: simile alla Fortuna presenta un giovane nudo che regge una cornucopia spighe e cornucopia nella mano sinistra e una patera nella mano destra che versa su un'ara accesa.
- Caritas: due mani in segno di saluto.
- Clementia: clemenza, pietà. Figura femminile che regge ramo e scettro e spesso appare appoggiata su una colonna.
- Concordia: armonia. Figura femminile che regge patera cornucopia e scettro oppure due stendardi.
- Constantia: costanza, perseveranza.
- Claritas:
- Fecunditas: fertilità. Figura femminile con scettro accompagnata da bambini che stanno ritti vicino a lei o tra le sue mani.
- Felicitas: prosperità. Figura femminile che regge caduceo e cornucopia oppure scettro.
- Fides: fiducia. Figura femminile che regge patera o cornucopia e spighe di grano.
- Fides Militvm: figura femminile che regge stendardi e scettro.
- Fortuna: figura femminile che regge un timone, spesso posata su una sfera a fianco di una cornucopia. A volte regge un ramo d'olivo o una patera.
- Genivs: figura maschile nuda o con mantello con modio in testa e una cornucopia. La figura del genio appare per la prima volta sotto Nerone e l'ultima sotto Elena, moglie di Giuliano il Filosofo.
- Hilaritas: allegria. Figura femminile che regge una palma e cornucopia, scettro o patera. Può essere accompagnata da dei bambini.
- Honos: onore. Uomo seminudo con cornucopia, è accompagnato da virtus quest'ultimo con il piede posato su un elmo. La raffigurazione dell'onore inizia con i bronzi di Vitellio per finire con quelli di Antonino Pio.
- Indulgentia: indulgenza, carità. Figura femminile che regge patera e scettro.
- Iustitia: giustizia. Matrona seduta che regge patera e scettro. Appare per la prima volta sotto Livia moglie d'Augusto per apparire per l'ultima volta da una moneta postuma di Costantino il grande in cui è aggiunto il titolo venerabilis.
- Ivventas/us: giovinezza. Le raffigurazioni di questa moneta sono estremamente vaghe. Iniziarono con le coniazioni di Marco Aurelio che la raffigurava come una giovinetta seminuda che getta da una patera l'offerta di grano e incenso. Caracalla invece raffigura se stesso con la legenda juventa imperii. Claudio il Gotico e Vaballato, rappresentarono Ercole con la clava e pelle da leone.
- Jucunditas: giocondità. apparso finora in un unico esemplare alessandrino di Alessandro Severo, è affine all'Hilaritas e alla Laetitia.
- Laetitia: contentezza. Figura femminile che regge ghirlanda e scettro (esistono varianti).
- Liberalitas: liberalità. Figura femminile che regge tavoletta e cornucopia.
- Libertas: libertà. Figura femminile che regge il pileo e scettro.
- Nobilitas: nobiltà. Figura femminile che regge palladio e scettro.
- Ops: opulenza. Figura femminile che regge spighe di grano e scettro.
- Patientia: tolleranza. Figura femminile che regge uno scettro.
- Pax: pace. Figura femminile che regge ramo d'olivo e scettro.
- Pietas: obbedienza, pietà. Figura femminile che regge spesso velata, oppure rappresentata sotto forma di recipienti.
- Providentia: provvidenza, previdenza. Figura femminile che regge un bastone con il quale indica la sfera ai suoi piedi.
- Pudicitia: modestia, castità. Figura femminile che regge lo scettro ed è generalmente velata.
- Salvs: salute, sicurezza, benessere. Figura femminile che regge scettro e patera dalla quale nutre serpenti.
- Securitas: fiducia, sicurezza. Figura femminile che regge patera o scettro.
- Spes: speranza. Figura femminile che regge un fiore.
- Uberitas - Ubertas: fertilità. Figura femminile che regge cornucopia o borsa oppure un grappolo d'uva.
- Victoria: vittoria. Figura femminile alata che regge ghirlanda e palma (esistono molte varianti).
- Virtvs: coraggio. Figura femminile in armatura che regge lancia o scudo.